# Carlos Ochoa
Carlos Augusto Ochoa Mendoza (ur. 5 marca 1978 w Apatzingán) – meksykański piłkarz występujący na pozycji napastnika.

## Kariera klubowa
Ochoa jako dwunastolatek przeniósł się ze swojego rodzinnego Apatzingán do Kalifornii, gdzie mieszkał razem z bratem do dwudziestego roku życia. Tam uczęszczał do Sierra Vista High School w Baldwin Park i dla tamtejszej szkolnej drużyny strzelił około sto bramek. W późniejszym czasie studiował na Azusa Pacific University, gdzie również należał do wyróżniających się graczy uniwersyteckiego zespołu i został uhonorowany nagrodą NAIA All-American. Jego dobre występy zaowocowały zainteresowaniem ze strony występującego w Major League Soccer klubu Los Angeles Galaxy, dokąd w 1998 roku udał się na testy, których jednak nie przeszedł. Potencjał gracza zauważył jednak jego rodak, grający wówczas w Galaxy napastnik Carlos Hermosillo, który polecił go do swojego byłego zespołu – Club Necaxa ze stołecznego miasta Meksyk. W ten sposób Ochoa na stałe powrócił do ojczyzny, a po roku występów w drugoligowych rezerwach Necaxy – CF Cuautitlán – trener Raúl Arias włączył go do pierwszej drużyny. W meksykańskiej Primera División zadebiutował 21 września 1999 w wygranym 3:1 meczu z Santos Laguną.
W tym samym 1999 roku Ochoa triumfował z Necaxą w najbardziej prestiżowych rozgrywkach północnoamerykańskiego kontynentu – Pucharze Mistrzów CONCACAF, lecz odgrywał wówczas jedynie marginalną rolę w drużynie, pozostając rezerwowym dla Agustína Delgado. Wobec tego zdecydował się na odejście do drugoligowego Tiburones Rojos de Veracruz, gdzie spędził kolejne pół roku, po czym powrócił do najwyższej klasy rozgrywkowej, podpisując umowę z ekipą Tigres UANL z siedzibą w mieście Monterrey. Tam 3 marca 2001 w wygranej 2:0 konfrontacji z Leónem strzelił swojego premierowego gola w pierwszej lidze, zaś już po kilku miesiącach wywalczył sobie pewne miejsce w wyjściowej jedenastce drużyny. Ponadto podczas jesiennego sezonu Invierno 2001 zdobył z tą drużyną tytuł wicemistrza kraju.
Latem 2002 Ochoa został ściągnięty na wypożyczenie przez meksykańskiego szkoleniowca Javiera Aguirre do prowadzonej przez niego hiszpańskiej ekipy CA Osasuna z Pampeluny. W tamtejszej Primera División zadebiutował 14 września 2002 w przegranym 1:2 spotkaniu z Deportivo La Coruña, a swój półroczny pobyt w Osasunie zakończył ze słabym wynikiem, w trzech ligowych meczach ani razu nie zdobywając bramki. W lipcu 2003 został zawodnikiem Querétaro FC, gdzie spędził rok w roli podstawowego piłkarza drużyny, regularnie wpisując się na listę strzelców, lecz jego drużyna spisywała się bardzo słabo i na koniec rozgrywek 2003/2004 spadła do drugiej ligi. On sam pozostał jednak w najwyższej klasie rozgrywkowej, podpisując umowę z ekipą Jaguares de Chiapas z miasta Tuxtla Gutiérrez. Tam spędził kolejne dwa lata i mimo iż nie osiągnął żadnych sukcesów zarówno na arenie krajowej, jak i międzynarodowej, to stworzył skuteczny duet atakujących z Salvadorem Cabañasem.
W lipcu 2006 Ochoa przeszedł do klubu CF Monterrey, którego barwy reprezentował bez większych osiągnięć przez następne dwa i pół roku, przeważnie pełniąc rolę podstawowego napastnika swojej drużyny. W styczniu 2009 na zasadzie półrocznego wypożyczenia przeniósł się do ekipy Chivas de Guadalajara, z którą w tym samym roku wygrał rozgrywki kwalifikacyjne do Copa Libertadores – InterLigę, z czterema golami na koncie zostając królem strzelców tego turnieju. W lipcu 2009 podpisał kontrakt z drużyną Club Santos Laguna z siedzibą w Torreón. Tam był jednak rezerwowym dla atakujących takich jak Oribe Peralta czy Carlos Darwin Quintero i na boiskach pojawiał się często, lecz bardzo rzadko od pierwszej minuty. Podczas wiosennego sezonu Bicentenario 2010 zdobył z Santos Laguną już drugie w swojej karierze wicemistrzostwo Meksyku. Jesień 2010 spędził na sześciomiesięcznym wypożyczeniu w swojej byłej ekipie – Jaguares de Chiapas, przez ten czas notując udane występy w lidze.
Wiosną 2011 Ochoa ponownie został wypożyczony, tym razem do kolejnego ze swoich poprzednich klubów – Tigres UANL. Tym razem jego barwy reprezentował przez pół roku jako rezerwowy, nie odnosząc większych sukcesów. Taką samą funkcję pełnił również po powrocie do Santos Laguny, lecz wówczas zdołał zarazem wywalczyć najważniejsze osiągnięcia w profesjonalnej karierze; w jesiennych rozgrywkach Apertura 2011 zanotował kolejne wicemistrzostwo kraju, zaś podczas wiosennego sezonu Clausura 2012 zdobył swój jedyny tytuł mistrza Meksyku. W tym samym roku dotarł także ze swoim zespołem do finału najważniejszych rozgrywek kontynentu – Ligi Mistrzów CONCACAF. Bezpośrednio po tym został wypożyczony do klubu Monarcas Morelia, gdzie występował przez kolejne dwanaście miesięcy, jednak wyłącznie w roli rezerwowego i nie odniósł żadnych sukcesów. W późniejszym czasie, również na zasadzie wypożyczenia, zasilił już po raz trzeci drużynę Chiapas FC, kontynuatora tradycji Jaguares, w którego barwach również spędził rok, mimo zaawansowanego wieku będąc najlepszym strzelcem ekipy.
W lipcu 2014 Ochoa udał się na wypożyczenie do swojego byłego klubu – Tiburones Rojos de Veracruz, tym razem występującego już w najwyższej klasie rozgrywkowej. Tam występował przez sześć miesięcy bez poważniejszych osiągnięć i często jako rezerwowy, po czym został wypożyczony do ekipy Club Atlas z siedzibą w Guadalajarze. W jego barwach również grał przez pół roku w roli rezerwowego, zaś w lipcu 2015 po raz drugi w karierze – ponownie na zasadzie wypożyczenia – zasilił Monarcas Morelia. W 2015 roku zajął z nim drugie miejsce w rozgrywkach krajowego superpucharu – Supercopa MX. Wyłącznie sporadycznie pojawiał się jednak na ligowych boiskach, wobec czego wraz z końcem roku w wieku 37 lat zdecydował się zakończyć piłkarską karierę.

## Kariera reprezentacyjna
W 2002 roku Ochoa został powołany przez selekcjonera Javiera Aguirre na Złoty Puchar CONCACAF, na którym Meksykanie wystawili wyłącznie ligowych graczy ze skromnym dorobkiem w kadrze. Właśnie podczas tego turnieju, 19 stycznia 2002 w wygranym 1:0 meczu fazy grupowej z Salwadorem, zadebiutował w seniorskiej reprezentacji Meksyku, a już dwa dni później, w wygranej 3:1 konfrontacji z Gwatemalą, również w fazie grupowej, zdobył swojego jedynego gola w barwach narodowych. Ostatecznie podczas tej edycji Złotego Pucharu rozegrał trzy mecze, zaś jego drużyna odpadła z turnieju w ćwierćfinale. Kolejny raz wystąpił w reprezentacji dopiero sześć lat później, w 2008 roku, kiedy to rozegrał trzy pojedynki w ramach udanych ostatecznie eliminacji do Mistrzostw Świata 2010. Swój bilans reprezentacyjny zamknął ostatecznie na dziesięciu meczach.